# Heber Rentería
Heber Rentería (Quibdó, Chocó, Colombia; 9 de septiembre de 1990) es un futbolista colombiano. Juega de Defensa y su equipo actual es el Deportes Quindío de la Categoría Primera B.

## Clubes
| Club                     | País     | Año           |
| ------------------------ | -------- | ------------- |
| Patriotas Boyacá         | Colombia | 2008 - 2012   |
| Universitario de Popayán | Colombia | 2013          |
| Deportes Quindío         | Colombia | 2014-presente |